# Abierto de Australia 1982
Lista de los campeones del Abierto de Australia de 1982:

## Individual masculino
Johan Kriek (USA) d. Steve Denton (USA), 6–3, 6–3, 6–2

## Individual femenino
Chris Evert (USA) d. Martina Navratilova (USA), 6–3, 2–6, 6–3

## Dobles masculino
John Alexander/John Fitzgerald (AUS)

## Dobles femenino
Martina Navratilova (USA)/Pam Shriver (USA)
| Predecesor: 1981                           | Abierto de Australia 1982 | Sucesor: 1983                         |
| Predecesor: Abierto de Estados Unidos 1982 | Grand Slam 1982           | Sucesor: Torneo de Roland Garros 1983 |

- Datos: Q781845